# دهستان نیچولا
دهستان نیچولا (به لاتین: Nichula Gewog) یک دهستان در کشور بوتان است که در ناحیهٔ داگانا واقع شده‌است.